# Hoacin
Hoacin (lat. Opisthocomus hoazin), južnoamerička je ptica porodice , reda Opisthocomiformes, ranije svrstavana u red kukavica. Ime hoacin dolazi od nahuatlanskog hoactzin.

## Opis
Hoacin je fazanske veličine, sa ukupnom dužinom od 65 cm, dugim vratom i malom glavom. On ima golo plavo lice sa kestenjastim očima, a na vrhu glave mu je šiljasta, riđa kresta. Dugi, čađavo-smeđi rep je široko nabran. Gornji delovi su tamni, sa pepeljasto-smeđe obojenim perjem krila, i prošarani na plaštu i potiljku.

### Prehrana, razmnožavanje i rasprostranjenost
Hrani se pretežno lišćem biljaka iz porodice Araceae, a ostatak prehrane čini mu voće i cveće. Ova vrsta ima neobičan probavni sistem sa uvećanom voljkom, koju koristi za fermentaciju biljne mase, na način koji je analogan digestivnom sistemu sisarskih preživara. Zbog toga mu meso ima veoma neugodan zadah, pa su ga prozvali i smrdljivi gnjetao. Jedna studija u Venezueli pokazala je da se prehrana hoacina sastoji od 82% lišća Araceae, 10% cveća i 8% voća.
Hoacini se razmnožavaju u kišnoj sezoni, a gnezde se u maloj koloni. U gnezdo koje se nalazi na stablu ženka polaže dva ili tri jaja. Živi u područjima Amazonasa i reke Orinoko. Stanište ove vrste su nizinske tropske kišne šume do najviše 500 m nadmorske visine. Ovo je bučna vrsta, sa raznovrsnim hrapavim pozivima, uključujući jecanje, krckanje, siktanje i groktanje. Ovi pozivi su često povezani sa pokretima tela, kao što je širenje krila.

## Taksonomija, sistematika i evolucija
Hoacina je prvobitno opisao nemački zoolog Statius Miler 1776. Bilo je mnogo rasprava o hoacinovim odnosima sa drugim pticama. Zbog svoje osobenosti dobio je sopstvenu porodicu, Opisthocomidae, i svoj podred, Opisthocomi. U raznim vremenima, ova vrsta je bila povezana sa taksonima kao što su tinamui, Galliformes (divlje ptice), barskim kokama, dropljama, karijamama, sadžama, golubovima, turakoima i drugim kukavicama, i mišjakinjama. Jedna studija sekvenciranja celokupnog genoma objavljena 2012. godine stavlja hoacine kao sestrinski takson klade sastavljene od Gruiformes (ždralova) i Charadriiformes (šljukarica).
Genetička istraživanja iz 2015. godine ukazuju da je hoacin poslednji preživeli član linije ptica koja se odvojila u svom sopstvenom pravcu pre 64 miliona godina, ubrzo nakon događaja izumiranja kojim su nestali neptičiji dinosaurusi.

### Istorija debate
Istorijski položaj kao divljač zasnovan je uglavnom na fenetskim razmatranjima eksterne morfologije, koji se u današnje vreme smatraju nepouzdanim i generalno se odbacuju; divlje ptice zajedno sa vodenim pticama su klasifikovane kao Galloanserae dok hoacin nisu. Međutim, kukavice imaju sindaktilne noge (dva prsta napred, dva nazad) i turakoi su polu-sindaktilni, dok hoacin ima u većoj meri tipična anisodaktilna stopala s tri prsta napred, i jednim nazad. S druge strane, evolucija ptičije daktilije nije u potpunosti rešena.
Sibli i Alkvist su 1990. godine smatrali da se radi o bazalnim kukavicama na bazi DNK-DNK hibridizacije. Avis et al. su 1994. godine utvrdili da su podaci o mtDNK citohrom b sekvencama u saglasnosti sa ranijim Sibli-Alkvistovim tretmanom. Kasnije su Hjuz i Bejker 1999. godine izneli stav da je hoacin srodan turakoima, na osnovu njihove analize 6 setova mtDNK i jedne od nDNK sekvence.

### Fosilni zapis
Što se tiče drugih materijalnih dokaza, nesporni fosilni zapis bliskog srodnika hoacina je primerak UCMP 42823, jedna zadnja strana lobanje. On vodi poreklo iz miocena i pronađen je u gornjoj dolini reke Magdalene, Kolumbija, u dobro poznatoj fauni La Vente. Ovo je stavljeno u poseban, manje izveden rod, Hoazinoides, ali jasno pripada istoj porodici kao i postojeće vrste. Značajno se razlikuje po tome što je karakteristična lobanja živog hoacina, dosta kupolasta, zaobljena i skraćena, i što su ove autapomorfije bile manje izražene kod miocenske ptice. Miler je raspravljao o ovim nalazima u svetlu navodne srodnosti hoacina i Galliformesa, što je bila omiljena hipoteza u to vreme, ali je bila kontroverzna skoro od svog početka. On je doduše upozorio, da „Hoazinoides nikako ne uspostavljaju tačku filetskog spajanja sa drugim galiformima“ iz očiglednih razloga, kao što danas znamo. Ni u kom slučaju se ne može očekivati ništa drugo osim primarnih Milerovih nalaza, jer su u vreme Hoazinoides u suštini sve moderne porodice ptica bile poznate ili se veruje da su bile prisutne i različite. Vraćajući se dalje u prošlost, kasni eocen ili rani oligocen (pre nekih 34 miliona godina) Filholornis iz Francuske se takođe smatra „dokazom“ veze između hoacina i ptica divljači. Fragmentarni fosil Onychopteryx iz argentinskog eocena i prilično potpuna, ali ne manje zagonetna ranosrednje eocenska Foro panarium (ipresij-lutet, pre nekih 48 miliona godina) ponekad se koristi za argumentaciju hoacin-kukuliformne veze (uključujući turakos). Ali kao što je gore pokazano, ovo se mora smatrati veoma spekulativnim, ako ne i tako lošim kao što je odnos sa Cracidae o kome je govorio Miler.
Najraniji zapis o redu Opisthocomiformes je Protoazin parisiensis, iz najnovijeg eocena (otprilike 34 miliona godina ranije) iz Romenvila, Francuska. Holotip i jedini poznati primerak je NMB PG.70, koji se sastoji od delimičnog korakoida, delimične lopatice i delimične falange pedale. Prema filogenetskoj analizi koju su izvršili autori, Namibiavis je, iako kasniji, bazalniji od Protoazin. Čini se da su opistokomiforme bile mnogo rasprostranjenije u prošlosti, a sadašnja južnoamerička rasprostranjenost je samo relikt. Od ranog do srednjeg miocena, verovatno su već izumrli u Evropi, pošto su formacije koje datiraju iz tog vremena i koje predstavljaju fluvijalnu ili jezersku paleosredinu, u kojoj danas uspeva hoacin, dale desetine primeraka ptica, ali ne i opistokomiformne. Moguće objašnjenje za izumiranje Protoazin između kasnog eocena i ranog miocena u Evropi, i Namibiavis nakon srednjeg miocena u podsaharskoj Africi je dolazak arborealnih mesoždera, grabež koji je mogao imati razarajući efekat na lokalne opistokomiforme, ako su bili tako loši letači i imali slične ranjive strategije gnežđenja kao današnji hoacini. Felidi i viverridi su prvi put stigli u Evropu iz Azije nakon što se Turgajsko more zatvorilo, označavajući granicu između eocena i oligocena. Nijedan od ovih grabljivaca, i u stvari, nijedan placentni predator nije bio prisutan u Južnoj Americi pre Velike američke razmene pre oko 3 miliona godina, što bi moglo da objasni opstanak hoacina tamo. Pored toga što je najraniji fosilni zapis opistokomiforma, Protoazin je bio i najraniji nalaz (1912), ali je zaboravljen više od jednog veka, a opisan je tek 2014. godine.
Hoazinavis je izumrli rod ranih opistokomiforma iz kasnog oligocena i ranog miocena (pre oko 24–22 miliona godina) u Brazilu. Sakupljen je 2008. iz formacije Tremembe u Sao Paulu, Brazil. Prvobitno ga je imenovao Gerald Majr, Herkulano Alvarenga i Sesil Mourer-Šovire 2011. godine, a tipska vrsta je Hoazinavis lacustris.
Namibiavis je još jedan izumrli rod ranog opistokomoforma iz ranog srednjeg miocena (otprilike 16 miliona godina ranije) depozita Namibije. Sakupljen je iz Arisdrifta, južna Namibija. Prvobitno ga je imenovao Sesil Mourer-Šovire 2003. godine, a tipska vrsta je Namibiavis senutae.

## Galerija
- Hoacin u letu
- Hoacin na stablu

## Napomene
1. ↑  Originally believed to be of Late Miocene age – some 10–5 million years old –, the bone was found in association with fossils of the monkey Cebupitheca sarmientoi that today, usually is considered of Early or Middle Miocene, possibly 18 but at least some 12 million years of age.